# Xanthorhoe nephelias
Xanthorhoe nephelias är en fjärilsart som beskrevs av Edward Meyrick 1882. Xanthorhoe nephelias ingår i släktet Xanthorhoe och familjen mätare. Inga underarter finns listade i Catalogue of Life.